# 4 и по мушкарца са Иваном Ивановићем
4 и по мушкарца са Иваном Ивановићем српска је ток-шоу телевизијска емисија која се емитује од 3. фебруара 2020. године на каналу Нова, а од 15. септембра 2024. године на  Блиц ТВ. Аутор и водитељ емисије је Иван Ивановић. Емисија представља својеврсни наставак емисије Вече са Иваном Ивановићем и мушкарцима.

## Епизоде

### 1. сезона (2020)
| Бр. епизоде | Датум емитовања   | Епизода     |
| 1           | 3. фебруар 2020.  | Епизода 1.1 |
| 2           | 10. фебруар 2020. | Епизода 1.2 |
| 3           | 17. фебруар 2020. | Епизода 1.3 |
| 4           | 24. фебруар 2020. | Епизода 1.4 |
| 5           | 2. март 2020.     | Епизода 1.5 |
| 6           | 9. март 2020.     | Епизода 1.6 |
| 7           | 16. март 2020.    | Епизода 1.7 |
| 8           | 23. март 2020.    | Епизода 1.8 |